# Liste der denkmalgeschützten Objekte in Matrei am Brenner-Pfons
Die Liste der denkmalgeschützten Objekte in Pfons enthält die 12 denkmalgeschützten, unbeweglichen Objekte der Katastralgemeinde Pfons der Gemeinde Matrei am Brenner.

## Denkmäler
| Foto  |                 | Denkmal                                                                                                   | Standort                            | Beschreibung | Metadaten |
| ----- | --------------- | --- | ----------------------------------- | --- | --- |
| ja    | Datei hochladen | Hofkapelle in Gedeir, Weißlhof-Kapelle HERIS-ID: 40032 Objekt-ID: 39922 TKK: 49828                        | bei Gedeir 39 Standort KG: Pfons    | Die einjochig gemauerte Weißlhof-Kapelle über rechteckigem Grundriss wurde inschriftlich 1731 errichtet. Sie hat ein steiles, über dem dreiseitigen Chorschluss abgewalmtes Satteldach und einen zeltgedeckten Dachreiter. An der Giebelfassade befindet sich ein abgefastes Flachbogenportal mit Holztüre und spätbarocke Wandmalereien: Marienkrönung, hll. Florian und Georg (inschriftlich 1787). Innen Stichkappengewölbe mit Stuckmedaillons. | BDA-Hist.: Q37992321 Status: Bescheid Stand der BDA-Liste: 2025-06-30 Name: Hofkapelle in Gedeir, Weißlhof-Kapelle GstNr.: 342/1                         |
| ja    | Datei hochladen | Friedhof mit Kapellen und Kleindenkmalen HERIS-ID: 95346 Objekt-ID: 110694 TKK: 49820                     | bei Pfons 1 Standort KG: Pfons      | Die Kirchhofanlage stammt aus dem 18. Jahrhundert. Innerhalb der breiten Umfassungsmauer mit eingebauten Grabkapellen stehen eine Kreuzkapelle sowie die spätgotische Friedhofskapelle hl. Johannes. An der südlichen Langhauswand der Pfarrkirche sind künstlerisch und kulturell bedeutende Epitaphien aufgestellt, an der südlichen Friedhofsmauer befindet sich eine Bronzebüste des Politikers, Priesters und Kirchengeschichtlers Franz Kolb aus dem Jahre 1961 von Hans Buchgschwenter. | BDA-Hist.: Q37766101 Status: § 2a Stand der BDA-Liste: 2025-06-30 Name: Friedhof mit Kapellen und Kleindenkmalen GstNr.: 653 Friedhof Pfons              |
| ja    | Datei hochladen | Kath. Pfarrkirche Mariä Himmelfahrt HERIS-ID: 55768 Objekt-ID: 64604 TKK: 19441                           | Pfons 1 Standort KG: Pfons          | Die Matreier Pfarrkirche wurde urkundlich 1311 erstmals erwähnt, um 1470 spätgotisch umgebaut und 1754/1755 barockisiert. Der Bau weist außen eine hochgiebelige Fassade, einen wuchtigen, romanischem Südwestturm und barocke, dreiseitig geschlossene Seitenkapellen auf. An der Westfassade befindet sich ein spitzbogiges, profiliertes Steinportal, seitlich Reste spätgotischer Fresken von 1482. Der einschiffige Innenraum mit Emporenjoch und Doppelempore wird im zweijochigen Langhaus und im Chor von einer Stichkappentonne, in der Vierung von einer Flachkuppel überwölbt. Die Wände wine durch Wandpfeiler mit vorgelegten Pilaster und verkröpftes Gebälk gegliedert, die Gewölbeansätze sind mit Rokokostuck versehen. Deckenmalereien von 1755 und 1945. Die Deckenmalereien wurden 1755 von Josef Adam Mölk geschaffen und 1945 von Waldemar Kolmsperger dem Jüngeren ergänzt. | BDA-Hist.: Q1899608 Status: § 2a Stand der BDA-Liste: 2025-06-30 Name: Kath. Pfarrkirche Mariä Himmelfahrt GstNr.: 653 Mariä Himmelfahrt (Pfons)         |
| ja BW | Datei hochladen | Mesnerhaus HERIS-ID: 55765 Objekt-ID: 64601 TKK: 19445seit 2014                                           | Pfons 1 Standort KG: Pfons          | Das Mesnerhaus war ein zweigeschoßiger, würfelförmiger Bau mit Zeltdach und stand am Rande des Friedhofsgeländes. Die Fassadengliederung war regelmäßig, über dem Nordportal eine spätgotische, polychrome Sandsteinmadonna. Die wesentlichen Bauteile stammten aus dem 15. Jahrhundert, der integrierte Wirtschaftsteil und die Wohnräume im Erdgeschoß und Obergeschoß aus einer spätbarocken Umbauphase, kleinere Veränderungen erfolgten im späten 19. Jahrhundert. Im Keller befanden sich mehrere gewölbte Räume, teilweise sind mittelalterliche Mauerstrukturen eines Vorgängerbaues durch Bauuntersuchung belegt, deutlich lagiges Koppenmauerwerk mit opus spicatum aus der ersten Hälfte des 13. Jahrhunderts. Nach der Einschränkung des Denkmalschutzes auf zwei Kellermauerzüge wurde das Gebäude abgerissen, an seiner Stelle wurde der Friedhof um einen Urnenteil erweitert. | BDA-Hist.: Q38067792 Status: Bescheid Stand der BDA-Liste: 2025-06-30 Name: Mesnerhaus GstNr.: 652                                                       |
| ja    | Datei hochladen | Kath. Filialkirche hl. Margareta HERIS-ID: 59746 Objekt-ID: 71315 TKK: 19447                              | Sankt Margaretha Standort KG: Pfons | 1177 erstmals urkundlich erwähnte, im Kern spätgotische Kirche, die um die Mitte des 17. Jahrhunderts erweitert wurde und 1752 mit einem neuen Chor versehen wurde. Die Kirche ist ein einfacher Bau mit dreiseitigem Chorschluss, Tonnengewölbe mit Stichkappen. | BDA-Hist.: Q38088530 Status: § 2a Stand der BDA-Liste: 2025-06-30 Name: Kath. Filialkirche hl. Margareta GstNr.: .17 Saint Margaret Church (Pfons)       |
| ja    | Datei hochladen | Kath. Filialkirche hl. Nikolaus und Reste des ehem. Friedhofs HERIS-ID: 55767 Objekt-ID: 64603 TKK: 19446 | Schöfens Standort KG: Pfons         | Die Nikolauskirche wurde 1454 erstmals erwähnt und 1741 barock umgestaltet. Die Kirche hat einen zweijochigen eingezogenen, fünfseitigen Chor, ein steiles Satteldach und einen gemauerten Giebelreiter mit Zwiebelhelm. An der Westfassade befindet sich ein spitzbogig geschlossenes Tuffsteinportal, darüber ein barockes Fresko mit drei heiligen Bischöfen. Das Innere ist mit einer Stichkappentonne und einem spitzbogigen Triumphbogen gestaltet. Der Stuck und die Deckenbilder stammen aus der Mitte des 18. Jahrhunderts. | BDA-Hist.: Q38067802 Status: § 2a Stand der BDA-Liste: 2025-06-30 Name: Kath. Filialkirche hl. Nikolaus und Reste des ehem. Friedhofs GstNr.: 694/1, .77 |
| ja    | Datei hochladen | Widum HERIS-ID: 55874 Objekt-ID: 64764 TKK: 19443                                                         | Schöfens 1 Standort KG: Pfons       | Der Baukern des mächtigen, dreigeschoßigen Baus über hakenförmigem Grundriss stammt aus dem 15. Jahrhundert. Der Pfarrhof hat ein Walmdach und reiche architektonische Gliederung, er ist von einer hohen Gartenmauer umgeben. Die sechsachsige, westseitige Hauptfassade hat zwei Polygonalerker, Stuckrosetten, ein Rundbogenportal und darüber ein Wandbild des hl. Josef aus dem 19. Jahrhundert. Die Innenräume zeigen gotische Baudetails, Gewölbe und Rundbogenöffnungen. | BDA-Hist.: Q38068421 Status: § 2a Stand der BDA-Liste: 2025-06-30 Name: Widum GstNr.: .57                                                                |
| ja    | Datei hochladen | Bauernhaus Glas HERIS-ID: 40034 Objekt-ID: 39924 TKK: 49846                                               | Schöfens 8 Standort KG: Pfons       | Beim Bauernhaus Glas handelt es sich um einen zweigeschoßigen, quergeteilten Einhof. Der Baukern stammt aus dem 16. Jahrhundert, das heutige Erscheinungsbild aus dem 17. Jahrhundert. Mit dem östlich liegenden Gebäudeteil unter einem Satteldach vereint. Der hinter dem Wohnteil liegende ehemalige Wirtschaftsteil ist heute zu Wohnräumen adaptiert. Die westliche Traufseite ist mit reicher barocker Fassadenmalerei verziert: hll. Sebastian und Florian, Mariahilfmedaillon, Sonnenuhr mit Auferstandener sowie gemalte Fensterumrahmungen. Darunter sind noch Reste älterer Malereien feststellbar. | BDA-Hist.: Q37992336 Status: Bescheid Stand der BDA-Liste: 2025-06-30 Name: Bauernhaus Glas GstNr.: .75/2                                                |
| ja    | Datei hochladen | Anstaltskapelle St. Michael HERIS-ID: 106891 Objekt-ID: 124143 TKK: 49856                                 | bei Schöfens 12 Standort KG: Pfons  | Die Kapelle des Bildungshauses St. Michael wurde 1960 nach Plänen von Josef Lackner errichtet. Sie ist mit künstlerisch gestalteten Betonglasfenstern ausgestattet. Wandkeramik und Tür wurden 1978 von August Stimpfl geschaffen. | BDA-Hist.: Q37808976 Status: § 2a Stand der BDA-Liste: 2025-06-30 Name: Anstaltskapelle St. Michael GstNr.: .96 Kapelle Bildungshaus Sankt Michael       |
| ja    | Datei hochladen | Burg Arnholz HERIS-ID: 40036 Objekt-ID: 39926 TKK: 49833                                                  | Schöfens 20 Standort KG: Pfons      | Das Gebäude wurde 1257 erstmals als Ansitz der Ministerialen von Matrei erwähnt und erhielt im 16. und 20. Jahrhundert seine heutige Form. Der zwei- bzw. dreigeschoßige Bau unter mächtigem Mansardendach mit Schopf geht im Kern ins 13. Jahrhundert zurück. Um 1600 wurde der westliche Anbau ergänzt und alle Bauteile zu einem Mittelflurhaus umgebaut. Das Nordost-Türmchen wurde 1928 hinzugefügt. Im Inneren haben sich ein tonnengewölbter Mittelflur und weitere bemerkenswerte Bau- und Ausstattungsdetails erhalten. Westlich unterhalb des Ansitzes befindet sich ein freistehender, dreigeschoßiger Basteiturm über rundem Grundriss aus dem 16. Jahrhundert. | BDA-Hist.: Q16054755 Status: Bescheid Stand der BDA-Liste: 2025-06-30 Name: Burg Arnholz GstNr.: 741                                                     |
| ja    | Datei hochladen | Ansitz Latschburg HERIS-ID: 40033 Objekt-ID: 39923 TKK: 49850                                             | Schöfens 23 Standort KG: Pfons      | Der Ansitz wurde Anfang des 18. Jahrhunderts von Martin Fuchs erbaut, 1717 an die Voglmayr von Thierberg und die Grafen Triangi und 1766 an Franz Josef Stolz verkauft. Das mächtige dreigeschoßige Gebäude hat ein weites Satteldach und regelmäßige Fassaden. Die fünfachsige Hauptfassade im Westen weist einen gemauerten Treppenaufgang und ein Rundbogenportal auf sowie einen zweigeschoßigen Eckerker und einen Mittelerker mit einfacher Stuckzier. Die Malereien am Mittelerker mit Wappen und Gnadenbild Maria Waldrast wurden 1956 von Raimund Wörle geschaffen. Im Inneren haben sich stichkappengewölbte Flure und Räume mit Stuckverzierungen erhalten. | BDA-Hist.: Q16216897 Status: Bescheid Stand der BDA-Liste: 2025-06-30 Name: Ansitz Latschburg GstNr.: 547                                                |
| ja    | Datei hochladen | Neuzeitliches Gräberfeld HERIS-ID: 111721 Objekt-ID: 129716 TKK: seit 2014                                | Gipser Geschwöle Standort KG: Pfons | Beim Bau einer Hochdruckwasserleitung dem Ufer der Sill entlang zum weiter flussabwärts entstehenden Silluferkraftwerk Mühlen der Innsbrucker Kommunalbetriebe wurden im Februar 2011 mehrere Körpergräber angeschnitten. Insgesamt konnten in dem Sonderbestattungsareal 13 Skelette von teilweise jungen Männer in mindestens fünf Grablegen freigelegt werden. Ein Teil der Toten dürften mit hoher Wahrscheinlichkeit gefallene bayerische Soldaten sein, die im Zuge des so genannten „Boarischen Rummels“ 1703 zu Tode kamen. Darauf lassen sowohl die Pfarrmatriken von Matrei als auch geborgene Uniformreste schließen. Elf der Gräber wurden geborgen, zwei wurden in situ belassen. Das Gräberfeld könnte sich in dem schmalen Uferstreifen weiter nach Süden, vielleicht auch weiter nach Norden erstrecken, entsprechende Grabungen wurden aber nicht durchgeführt. Es wurden auch Skelette älterer Menschen gefunden, teilweise mit schweren Degenerationserscheinungen, dabei könnte es sich um Selbstmörder und Seuchenopfer handeln, die außerhalb des Kirchhofs bestattet wurden. Tiefere Schichten wurden untersucht, blieben aber fundleer. Die Bergungsmaßnahmen wurden am 21. Februar abgeschlossen. Anmerkung: Das Objekt war schon 2011 während der Notgrabung kurz unter Denkmalschutz. | BDA-Hist.: Q37826268 Status: § 9-Feststellung Bodendenkmal Stand der BDA-Liste: 2025-06-30 Name: Neuzeitliches Gräberfeld GstNr.: 531/1                  |